# Тандер-Бей
Тáндер-Бей (англ. Thunder Bay) — канадське місто в північно-західній частині провінції Онтаріо, розташоване над Верхнім озером та в найзахіднішій частині Великих озер, має зручну та захищену бухту. Місто постало в 1970 унаслідок об'єднання двох прилягаючих міст: Порт-Артур (англ. Port Arthur) і Форт-Вільям (англ. Fort William).
Тандер-Бей — важливий транспортний вузол, світового значення центр вивозу пшениці, промисловий осередок. Населення: 108 359 (2011).

## Історія
Історія міста бере свій початок у 1679, з дати заснування Даніелем Грейсалоном торговельного посту, який проіснував до 1691. Через підвищену конкуренцію за хутро пост згодом закрито: в околиці міста у різні часи існувало декілька торговельних постів, проте жоден з них не став постійним торговим поселенням.
У 1793 році укладення Джейського договору між США та Англією за території Канади дало новий поштовх розвитку міста. Унаслідок зміненої демаркації кордону між США і Канадою основний форт Північно-Західної Компанії залишився по американському боці кордону: оскільки традиційно компанія була афілійована з франкофонами, її інтереси недостатньо захищалися британською адміністрацією. Тому що Північно-Західна Компанія підтримувала англійські війська в Канаді загонами волонтерів з числа індіанців, то режим оподаткування з боку США унеможливлював роботу старої факторії у Гранд-Порта́ж.
У 1807 році на сучасній території міста з'являється постійне поселення Форт-Вільям, через яке до 1821 року велася основна торгівля хутром зі степовим регіоном. Навколо форту почали з'являтися і сільськогосподарські поселення, де значну частину населення становили метиси. Після об'єднання Північно-Західної Компанії та Компанії Гудзонової затоки форт перестав грати важливу роль у торгівлі хутром, але продовжив своє існування. Форт зберігся до наших часів; наразі він працює як історичний парк.
Нова епоха у заселенні міста почалася у 1875 році, коли Канадська тихоокеанська залізниця побудувала залізничні шляхи через місто Порт-Артур до Вінніпега. Це призвело до швидкого розвитку Порт-Артуру протягом 1880-х років, доки залізничні операції не почали переноситися у сусідній Форт-Вільям, який мав ще вдаліше розташування. Внаслідок цього конфлікт між Форт-Вільямом та Порт-Артуром тривав до їх об'єднання у 1973 році.

## Населення
Населення Тандер-Бея має дуже різноманітне культурне походження. Хоча, як і загалом в Онтаріо, більша частина мешканців міста має англійське, ірландське чи шотландське походження, але інші групи іммігрантів також становлять значну частину населення. Спадщиною торгівлі хутром у регіоні стала значна кількість мешканців французького походження (які становили більшість вояжерів), метисів та індіанців.
Район Верхнього озера завжди був особливо привабливим для іммігрантів скандинавського походження через подібні природні умови та схожість краєвидів. Тандер-Бей має найбільшу громаду фінського походження за межами Фінляндії. Це призвело до того, що місто має давню традицію кооперативного руху та соціальних установ. Провідну роль у житті міста відігравав заснований у 1910 Фінський соціалістичний храм праці, який був осередком Соціалістичної Партії Канади до 1960-х років. Наразі він виконує роль фінського культурного центру; однак традиції зберігаються у розташованому у ньому кооперативному ресторані «Хоїту», де члени кооперативу по черзі працюють на кухні та на обслуговуванні клієнтів і де не беруть чайових.
Історично Тандер-Бей був містом, яке було на залізничному шляху до прерій. Це призвело до того, що усі хвилі заселення Західної Канади залишали свій відбиток у населенні міста. Місто має великі польську та українську громади. Українці поселялися у ньому з середини 1900-х років: у 1909 зорганізували першу українську греко-католицьку парафію у Форт-Вільямі; у 1924 постала українська православна парафія.
Канадський перепис 2011 року фіксує 825 україномовних жителів.
Окрему групу складають іммігранти німецького походження. Під час Другої Світової Війни британські табори для військовополонених розташовувалися на території Канади. Біля Тандер-Бею розташовувалися табори пом'якшеного режиму (для полонених, згодних на співпрацю, що не були членами партії, або для матросів торговельного флоту). Цей вибір було зроблено через густі ліси у районі міста та відсутність іншого сполучення у місцях розташування таборів, окрім залізниці. За виконання певних умов полоненим дозволялося працювати за гроші. Вражені дружнім ставленням канадців, значна частина полонених мігрувала до міста по закінченню війни, що призвело до утворення значної німецької громади.
Також у місті є найбільша в Канаді громада канадців фінського походження, через що у місцевому університеті існує програма вивчення фінської мови.

### Українська громада
На місцевому цвинтарі Св. Патрикія поховані, зокрема, Іванка Мигаль, її мати.

## Економіка
Тандер-Бей є регіональним адміністративним центром. У місті розташована значна кількість урядових установ, що обслуговують регіон.
Місто залишається важливим залізничним вузлом для перевезення зерна з канадських прерій до океанських портів. Важливу роль у житті міста відіграє лісова та паперова промисловість; в той же час, на сьогодні ці обидві галузі перебувають у стагнації. Мерія міста докладає зусиль щодо модернізації лісової промисловості за фінською моделлю.
З 1950-х років місто послідовно намагається диверсифікувати свою економіку за рахунок наукомістких галузей. У 1948 році у місті було засновано університет Лейкгед (який спеціалізується у біологічних науках), у 1965 році — коледж Конфедерації (що, поміж іншого, має центр підготовки пілотів та працівників авіації), а у 2005 — медичний інститут. Важливе значення надається медицині. Історично Тандер-Бей був одним з медичних центрів регіону, і сьогодні у сфері медичного обслуговування працює 15% населення міста. Значна увага приділяється розвитку медичного туризму зі США.